# Coptocercus vicinus
Coptocercus vicinus är en skalbaggsart som först beskrevs av Hope 1842.  Coptocercus vicinus ingår i släktet Coptocercus och familjen långhorningar. Inga underarter finns listade i Catalogue of Life.